# Respect is Earned (2007)
O Respect is Earned (2007) foi o primeiro evento pay-per-view realizado pela empresa Ring of Honor (ROH), gravado em 12 de maio de 2007 e lançado em 1 de julho do mesmo ano.

## Resultados
| No.                                      | Resultados | Estipulações                                        | Tempo |
| ---------------------------------------- | --- | --------------------------------------------------- | ----- |
| Dark                                     | Brent Albright derrotou Tank Toland (com Larry Sweeney e Bobby Dempsey)                                                                                            | Singles match                                       | 06:48 |
| 1                                        | Takeshi Morishima (c) derrotou B.J. Whitmer | Singles match pelo ROH World Championship           | 02:50 |
| 2                                        | Naomichi Marufuji derrotou Rocky Romero | Singles match                                       | 16:04 |
| Dark                                     | Davey Richards derrotou Erick Stevens | Singles match                                       | 10:04 |
| 3                                        | The Briscoe Brothers (Jay e Mark Briscoe) (c) derrotaram Claudio Castagnoli e Matt Sydal                                                                           | Tag team match pelo ROH World Tag Team Championship | 20:11 |
| Dark                                     | Sara Del Rey derrotou Daizee Haze | Singles match                                       | 05:50 |
| Dark                                     | Kevin Steen e El Generico derrotaram The Irish Airborne (Jake Crist e Dave Crist), Pelle Primeau e Mitch Franklin, e Jimmy Rave e Adam Pearce (com Shane Hagadorn) | Tag team scramble match                             | 07:33 |
| 4                                        | Roderick Strong derrotou Delirious | Singles match                                       | 21:38 |
| 5                                        | Takeshi Morishima e Bryan Danielson derrotaram Nigel McGuinness e KENTA                                                                                            | Tag team match                                      | 26:31 |
| (c) – refere-se ao campeão antes da luta | |                                                     |       |